# Herrgårdsost

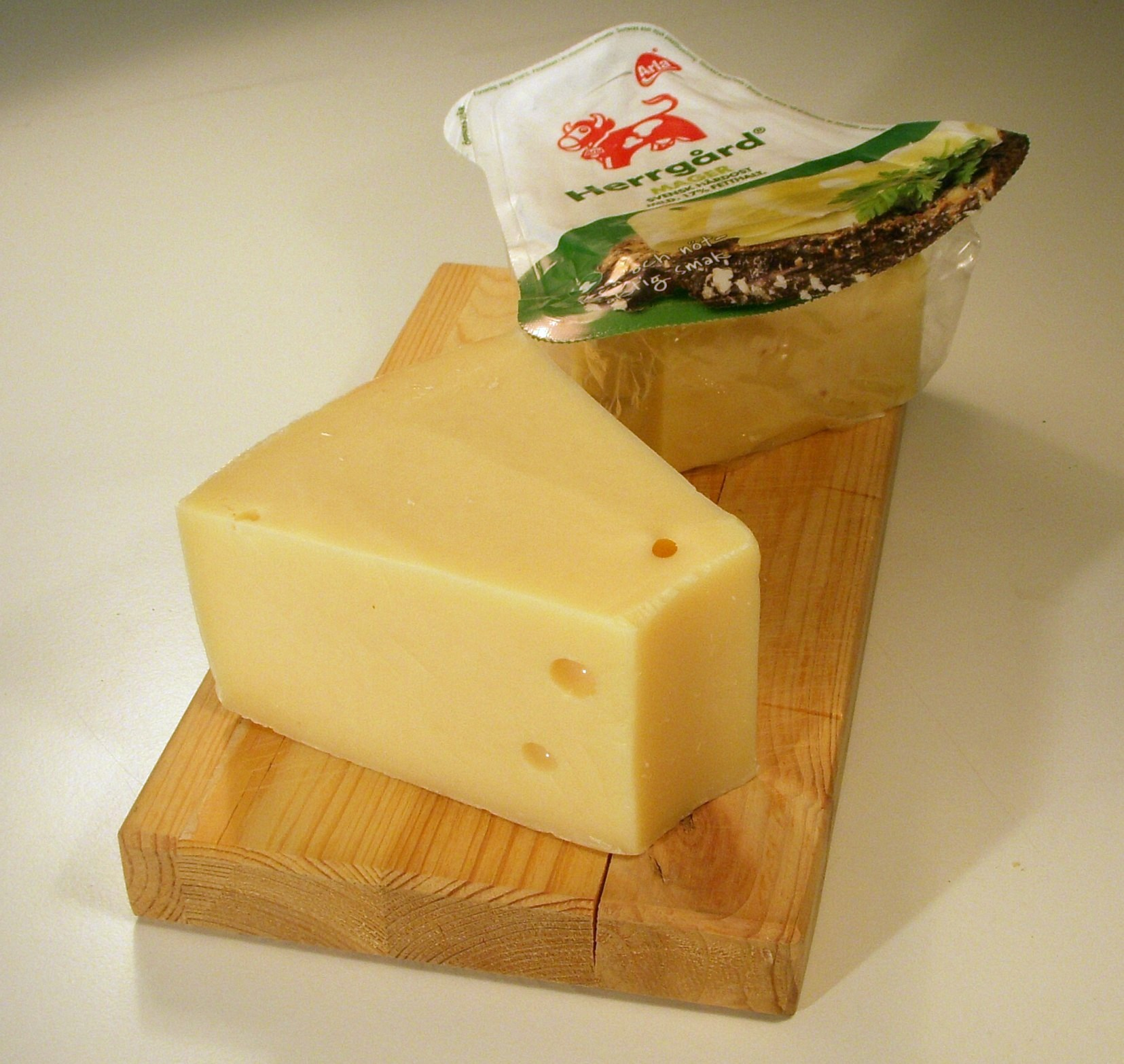
Herrgård - en svensk rundpipig hårdost.

Herrgårdsost är en svensk osttyp som har anor tillbaka till 1786 då man försökte ta fram en svensk variant av schweizerost. Sedan 2004 saluförs osten under det registrerade varumärket Herrgård som ägs av företaget Svenska Ostklassiker AB, ett dotterbolag till Svensk Mjölk.

## Historik
Den svenska herrgårdsostens moder var mejerskan Kristina Löfgren på Bjärka-Säby gårdsmejeri i Östergötland, som var anställd där från 1882. Hon skapade urtypen för den rundpipiga ost som idag kallas svensk herrgårdsost.
Det var dock greve Eric Ruuth på Marsvinsholm som tog första steget genom att 1786 anställa en schweizisk ostmästare på godsets mejeri. Han skulle försöka ta fram en svensk variant av schweizerost. Osten blev trots att den var läderartad populär runt om på gårdarna. Kristina Löfgren hade gått i lära för den "ruuthska" metoden. På Bjärka-Säby förfinade hon metoden med stor framgång. Bjärka-Säbyosten utnämndes vid en av de första ostutställningarna i landet till "nationell typost". En av utställningsdomarna lär ha uttryckt: ”Det smakar ju för böveln som en riktig herrgårdsost” och där fick osten sitt namn.